# Disznótor

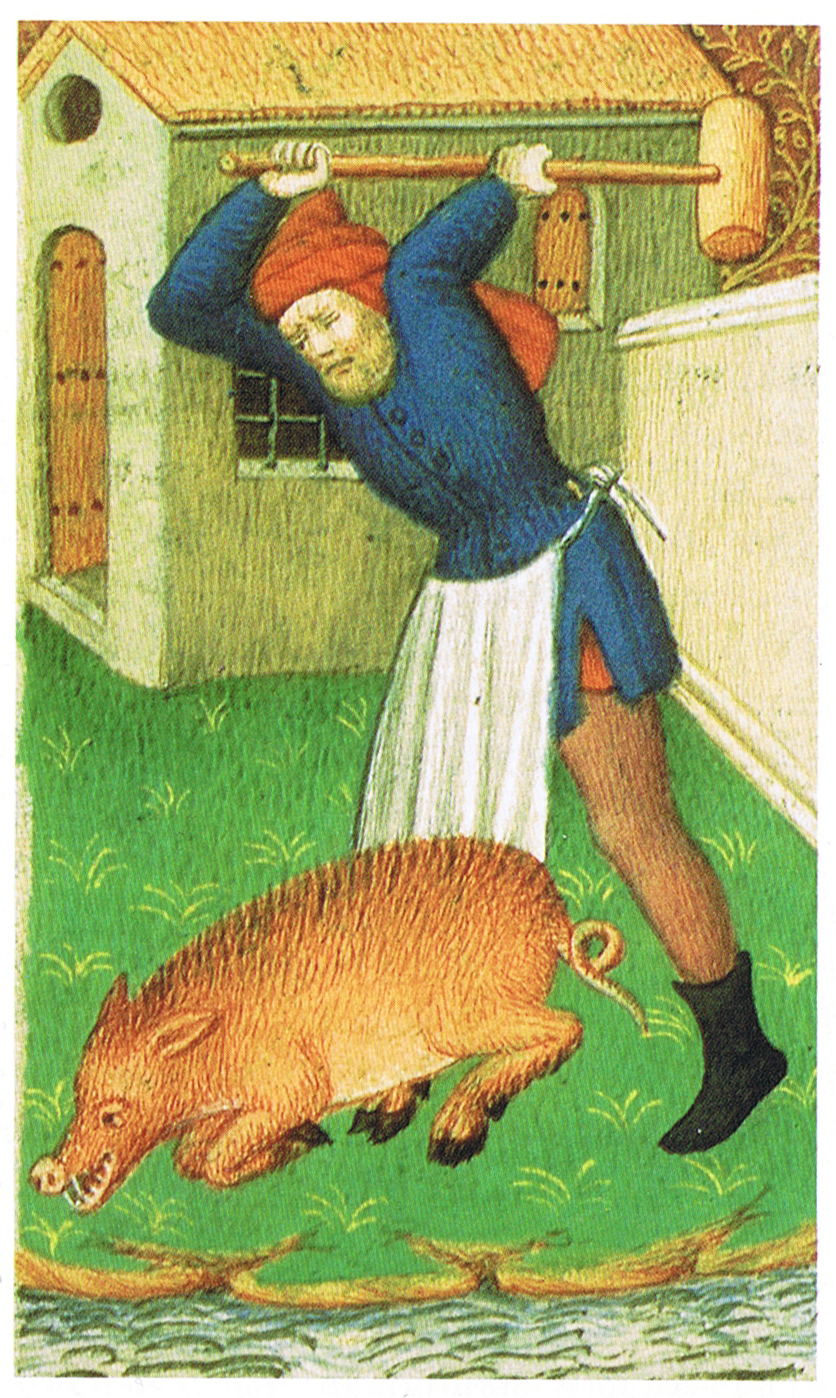
Böllér a középkorban

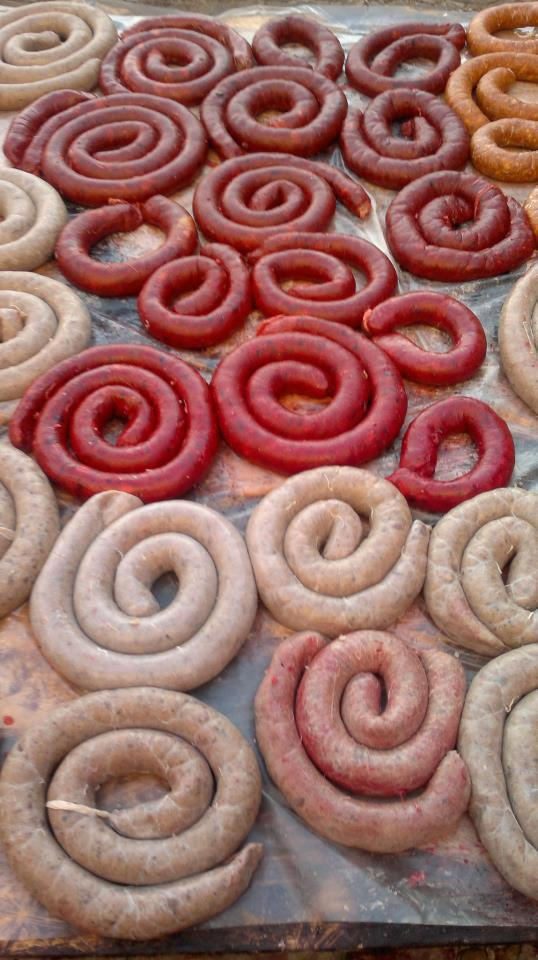
Disznótoros házi termékek

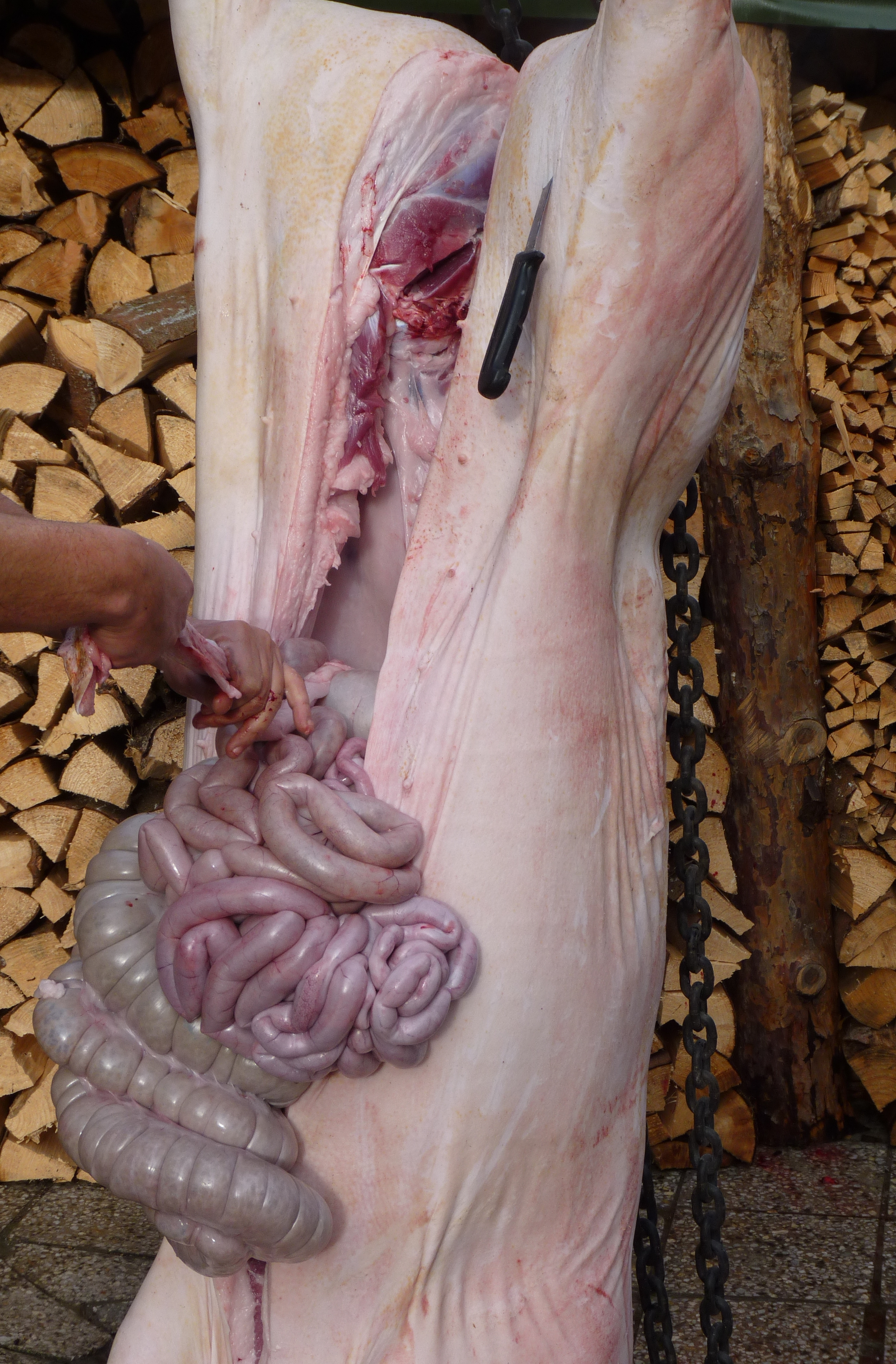
Disznó bontása Csehországban

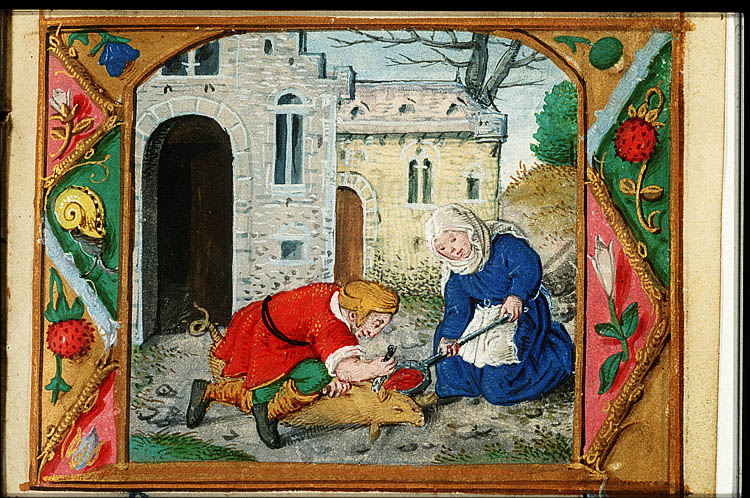
Disznóölés (középkori kalendárium illusztrációja)

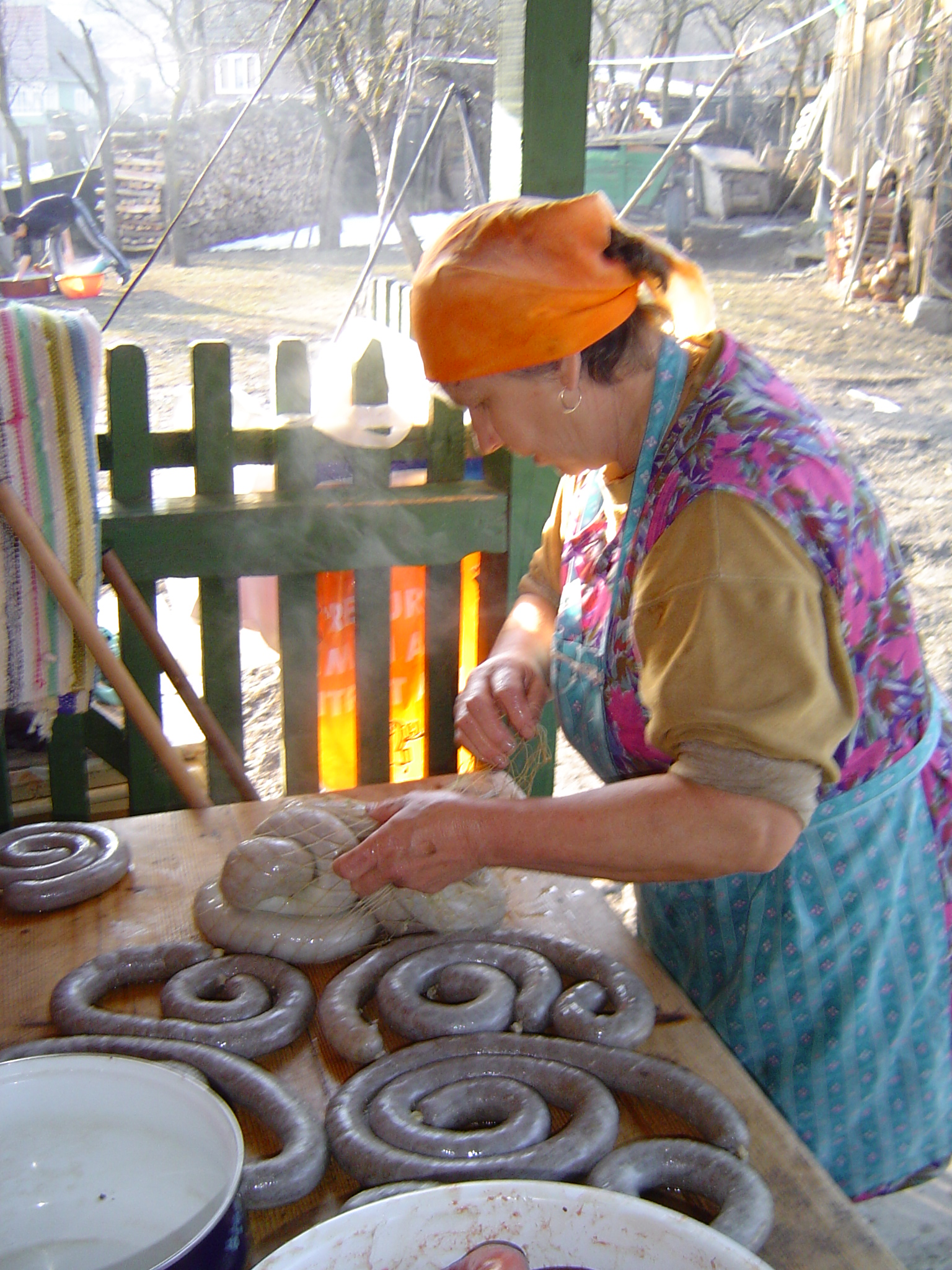
Disznótoros hurka készítése Erdélyben

A disznótor, disznóvágás vagy disznóölés a háznál nevelt sertés hagyományos levágása, a hús feldolgozása, és az ezt követő hagyományos disznótoros hurka, kolbász, töltött káposzta fogásokból rendezett vacsora. Magyarországon a rendszerint télen, a karácsony előtti, illetve a januári hideg napokban a parasztháztartások egyik legnépszerűbb tradíciója, amely manapság a városi emberek számára népszerű turisztikai és hagyományőrző élménnyé vált.
A magyar falusi népszokások közül a legtöbb embert megmozgató egyik közösségi esemény volt. Általában a disznóhizlalás befejezését a hideg téli időszakra időzítették, hiszen a romlékony hús feldolgozása ilyenkor a legegyszerűbb, és hogy a késztermékek egy részét lefagyasztva, más részét sózással vagy füstöléssel tartósítva hosszabb ideig eltarthassák.
A disznóölés számos más európai országban is ismert, így például Albániában (a nem muszlim lakosság körében), Bulgáriában, Horvátországban, Szerbiában, Lengyelországban, Csehországban, Szlovákiában, Görögországban, Olaszországban, Moldovában, Romániában, Szlovéniában, Portugáliában, Spanyolországban, Ukrajnában, Korzikán és Oroszországban is hagyomány.

## A disznóvágás folyamata

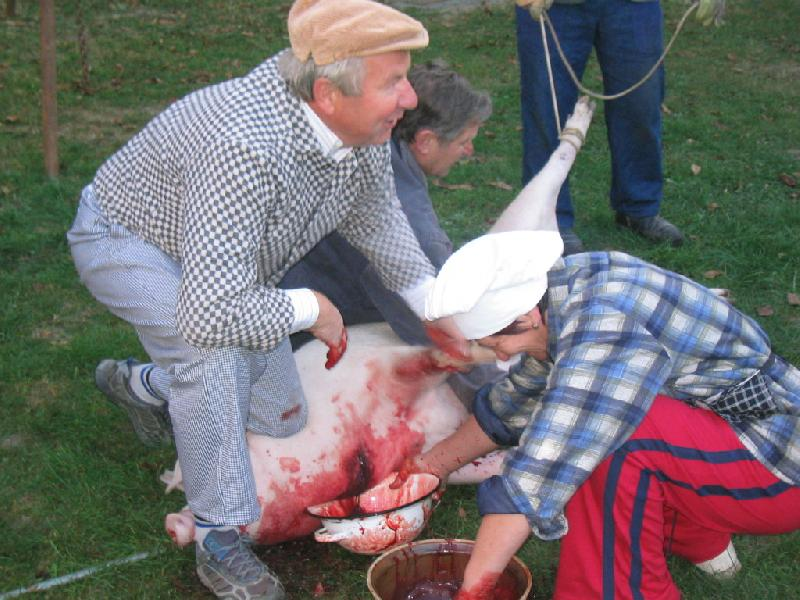
A disznó kivéreztetése

A nem ipari keretek között végzett disznóvágás nagy mennyiségű húst ad a családi közösségnek. Műveletsora két nagy csoportra bontható. Az elsőben a disznó letisztítása és szétbontása történik meg, a másodikban egymással párhuzamosan haladva a különféle élelmiszer-készítő és tartósító műveletekre kerül sor.

### A disznó levágása
A legtöbb helyen a disznóvágás előtt áldomást isznak a munkában résztvevők. Ez általában pálinka. A tényleges munka a sertés leszúrásával kezdődik. Ez a művelet közösségi tevékenység, melyben a böllér a főszereplő, aki a disznóölő késsel leszúrja a disznót, a segédkezők pedig a sivalkodó állat lefogásában működnek közre. A gyerekeknek ilyenkor a disznó farkát kell szorítani. Az állat vérét fateknőben, lábosban vagy zománcos vájlingban fogják föl, és sok helyütt a disznótoros hagymás vért reggeli készítéséhez rögtön el is viszik. Máshol a véres hurka alapanyagának, sóval elkevergetve félreteszik.
Van olyan ház, ahol azzal kezdődik a disznótor, hogy kora reggel az abáló üst alá begyújtanak, majd elektromos sokkoló-fogóval elkábítják a disznót, végül a böllér egy tenyérnyire a szegytől, a fej felé eső részen, a nyaki artériák egyikének átvágásával kivérezteti az állatot. Ezt nevezik szúrásnak. Ezután a kifolyó sertésvért hagyományos fateknőben felfogják és leforrázzák az üstházban melegített forró vízzel.

### A disznó megtisztítása

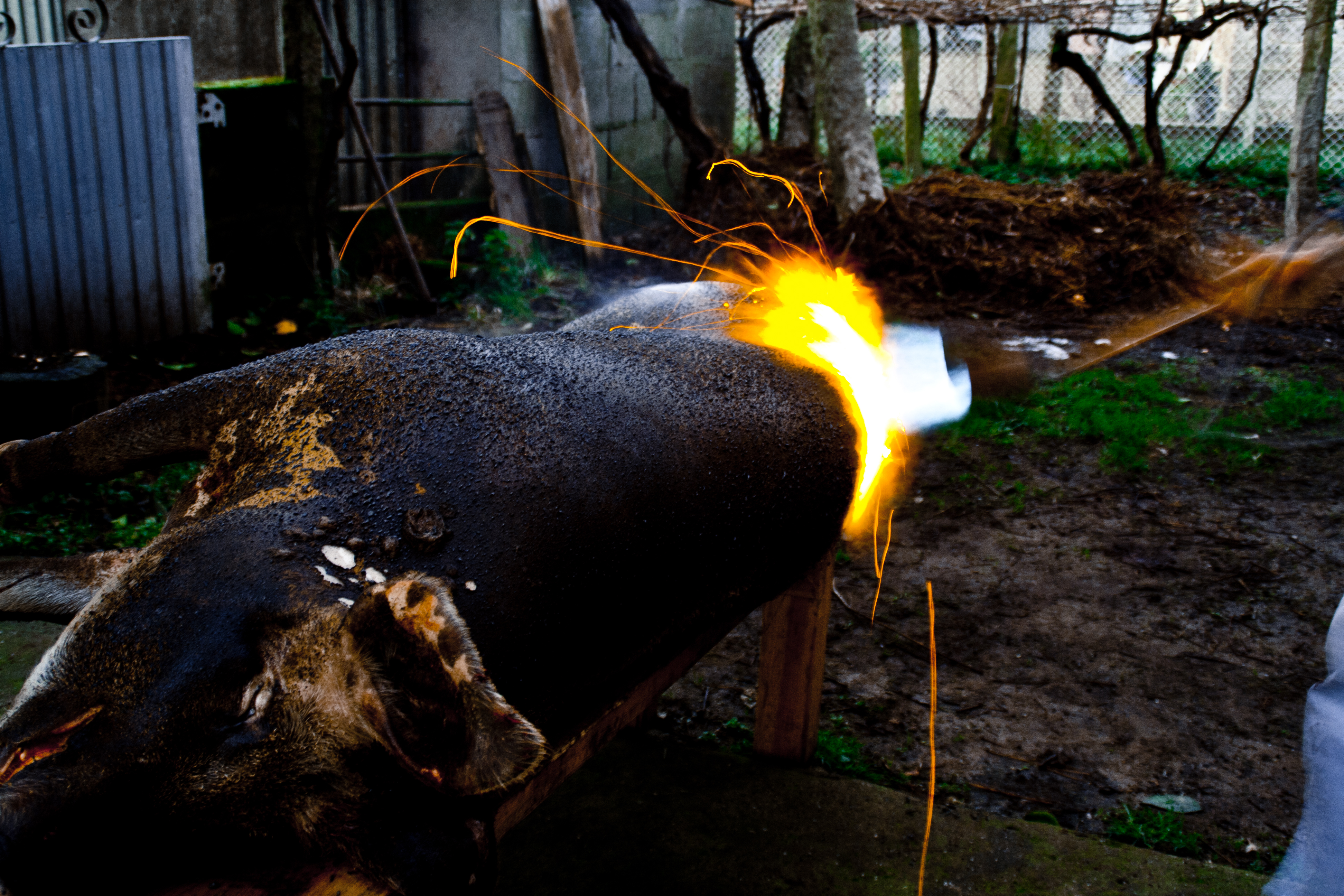
Disznópörzsölés

A második műveletben az állatot megtisztítják. Az állat szőrzetét forrázással vagy pörzsöléssel, majd vízzel feláztatva késsel kaparva távolítják el. A pörzsölést régen szalmacsóvákkal, vagy külön erre a célra készített perzselővel végezték, ma már a böllérek PB-palackról üzemelő gázperzselővel dolgoznak.
A harmadik művelet a fürdetés (fürösztés), az állat külsejének tisztítása, mosása. Erre az égetéses szőrletisztításnál van szükség, a forrázásos művelettípusnál e két művelet egybeesik. Van, ahol forró vízzel telt kádban sikálják tisztára a disznó bőrét, de ma már inkább vizes locsolóval (tömlővel) folyóvíz mellett kefélik tisztára a kormos bőrt. Fontos segédeszköz a deszka-tábla is, amelyen forgatják a testet.
Egyes vidékeken a disznó megtisztítása és perzselése sokat változott az idő folyamán. Teknőben forrázták a disznót, és szőrének nagy részét kaparókkal távolították el a perzselés előtt. Utána rémfára (egy négylábú, fából készült szerkezetre) került a sertés, majd következett a pörzsölés. A perzselés után a disznót lemosták, majd a böllér szétbontotta az állatot.

### A disznó bontása
A negyedik művelet a hasítás vagy bontás, ez kétféle lehet.
Mindkét bontási műveletet megelőzi a sertés hasoldali felhasítása a belek, belsőségek kivétele, valamint a fej és a háj eltávolítása.
1. orjára bontás, amikor a gerinc melletti bordacsontokat elvágva a gerinc egyben marad.[9]
2. karajra bontás, amikor a gerincet pontosan középen kettéhasítják. Ezt a műveletet nagy késekkel, a csontoknál bárddal végzik. Ezután kerül a bontóasztalra, ahol a féldisznókat további fő részekre (fej, tokaszalonna, háj, oldalas, sonka, szalonna, csülök, köröm) bontják. A két "féldisznóról" lefejtik az oldalast, kivágják a szalonnát, majd a karajt, és a sonkákat.

A fejet megtisztítása után abálják, kicsontozás után a hurka alapanyagát képezi. Kivéve a tokaszalonna, amelyet egyes helyeken paprikás szalonnaként (csécsi szalonna) sóval, fokhagymával ízesítve, majd lefagyasztva fogyasztanak el.
A hájat, rögtön a lefejtése után fagyasztják (hájas sütemények készítéséhez használják fel), vagy külön kisütik. Azért nem a zsírszalonnával együtt sütik ki, mert a töpörtyűje a rajta lévő hártya miatt keménnyé válik.
Az oldalast lefejtik, és kétféle módon tartósítják:
1. Egy – egy oldalast bárddal két-három részre vágják úgy, hogy a húsrészek még összetartják, majd a pácolás után felfüstölik.
2. A fentiek szerint feldarabolják, megsütik és a zsírszalonna kisütése után, a levegő kizárásával forró zsírral leöntik.
A szalonna formázását követően pácolják, füstölik.
A lapocka (első sonkák) feldolgozása is kétféle lehet, a csülök eltávolítása után, vagy egy kis sonkát készítenek belőle, vagy kicsontozás után a kolbászhús alapanyaga lesz.
A sonka (hátsó sonkák), a csülök levágása után formázzák, pácolják, majd felfüstölik.
A csülök friss fogyasztásra, vagy tartósítva (pácolás, füstölés) ételek alapanyaga, illetve ízesítője lehet.
A köröm (lábak), ritkán füstölik, inkább frissen (körömpörkölt) fogyasztják.

### A disznó feldolgozása

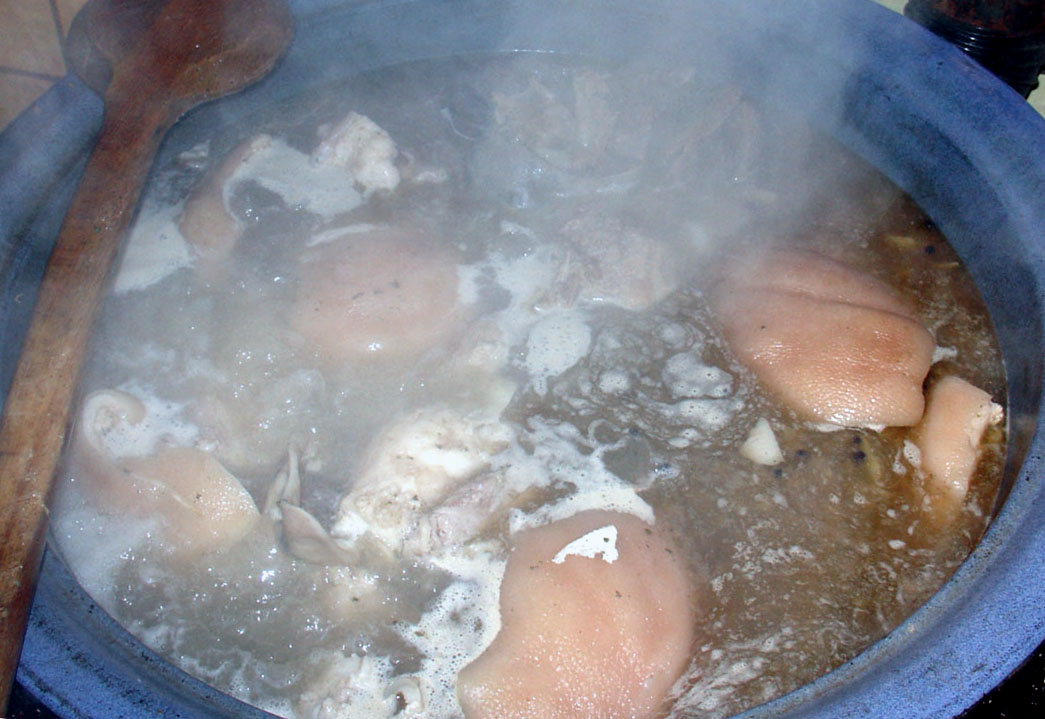
Abálás

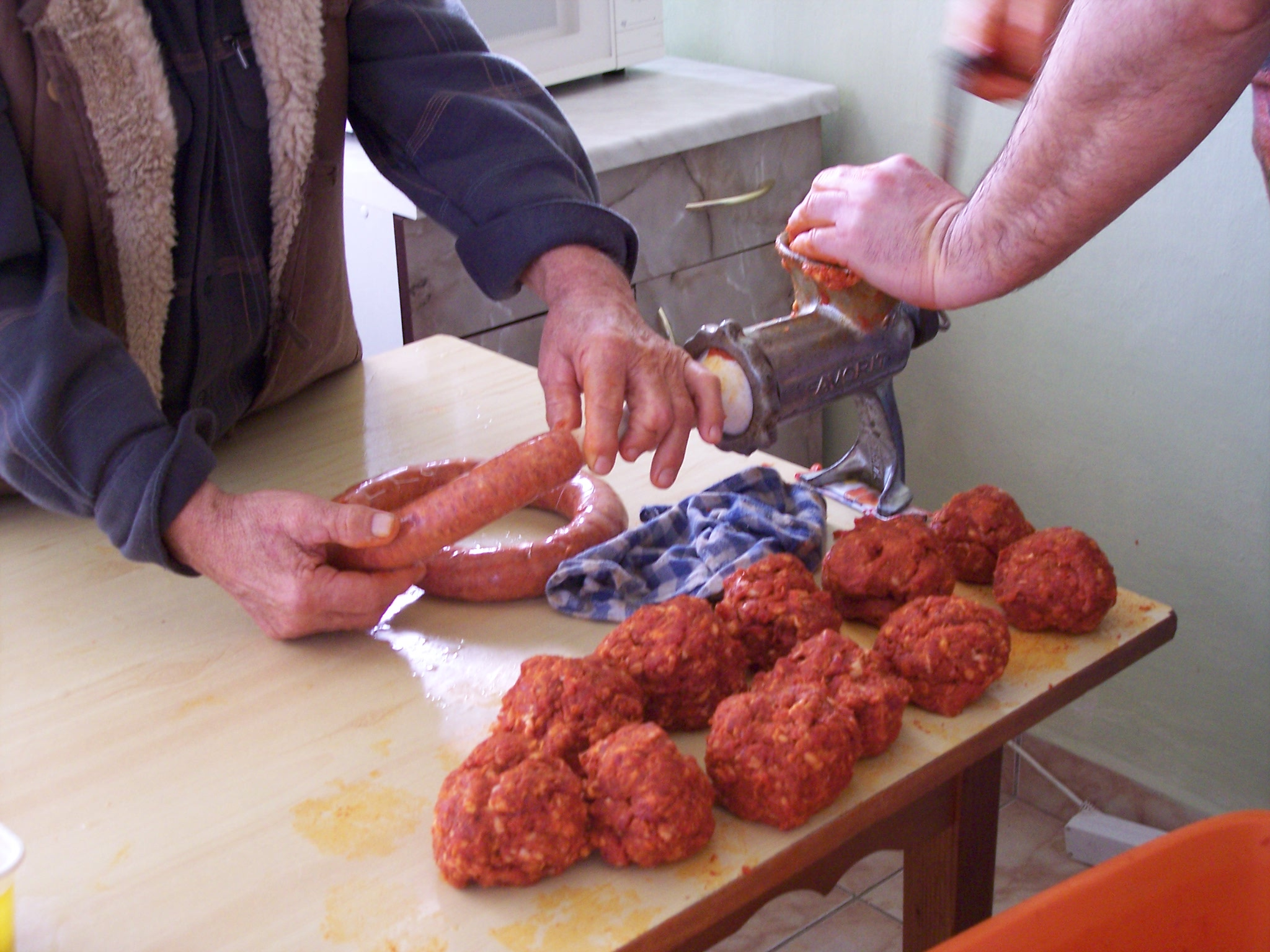
Kolbásztöltés

A sertés bontása után a tartósító műveletek szerint csoportosítva folytatódnak a különféle párhuzamos tevékenységek. A bontás után maradó kisebb húsrészeket lebőrözik, a bőrök egy részét abálják és a hurka vagy a disznósajt alapanyaga lesz, a lebőrözött szalonnát felkockázva kisütik, a kisebb húsdarabkákat abálják, egyéb húsokat és a nyers zsírszalonna egy részét a kolbászkészítéshez összedarálják, más részét kisütik és szép fehér sertészsírt és töpörtyűt nyernek belőle. A belsőségeket (a májat, a szívet, a lépet stb.) 95 °C-os vízben megfőzik, ezt a műveletet abálásnak is nevezik. Ezeket gyakran hurkába is töltik. A hurkafajták igen változatos összetételűek és tájanként különböznek, azonban a legelterjedtebb a véres és vér nélküli rizses vagy májas hurka készítése. A beleket megtisztítják és előkészítik a hurka és a kolbász betöltésére. A szép húsokat pácolják vagy hűtőszekrényben lefagyasztják. A legismertebb formára vágott disznótestrész a sonka, szalonna, csülök, ezeket pácolás után füstölve tartósítják. A magyar népéletben a sonkát legtöbb helyen húsvétig elrakják, és az ünnepen tálalják föl.
A korábban Magyarországon elterjedten tenyésztett disznók, például a mangalica sok szalonnát adtak, a belőlük kisütött zsír a mindennapos főzés egyik alapanyaga volt. Ma inkább hússertéseket tenyésztenek, de szalonnájuk ezeknek is van. A szalonna egy részét kisütik, a zsírt bödönben (a Mezőföldön vindőnek hívják) tárolják. Zsírba öntve tartósítható a sült hús és a töpörtyű is. A szalonnából kisült töpörtyű a disznótor egyik jellegzetes étele.
A párhuzamosan zajló tartósító tevékenységek közül a végtermékek alapján legismertebb a hurka-kolbászkészítés. Mind a két készítményt bélbe töltik. A hurkák (véres, májas, húsos stb.), az abálást követően fejhús, főtt belsőségek (tüdő, máj, szív, vese, nyelv), bőrke és véres húsok, valamint főtt rizs és vér hozzáadásával, egyénileg változó fűszerezéssel készülnek. A hurkákat kifőzik rövid forró vízbe mártással. Ugyancsak kifőzik a gyomorba töltött húsokat és porcos részeket is tartalmazó disznósajtot.
A kolbász ledarált nyers hús, amit főleg paprikával, borssal, fokhagymával fűszereznek. A kolbászt, a szalonnát, a sonkát, a májas hurkát és disznósajtot is megfüstölik. Az így sokféle módon (sózással, páccal, főzéssel, füstöléssel) tartósított élelmiszerek fél éven át elállnak a kamrában vagy a padláson.

## Népi hagyományok
Eljöttünk mi kántálni, kántálni,
Nem kell minket bántani, bántani.
Mink is fogtuk a farkát,
Nekünk is egy darabkát.
Benéztünk az ablakon,
Málé van az asztalon,
Málé legyen gazdáé.
Rétes ide rongyos,
Kalács ide, dombos,

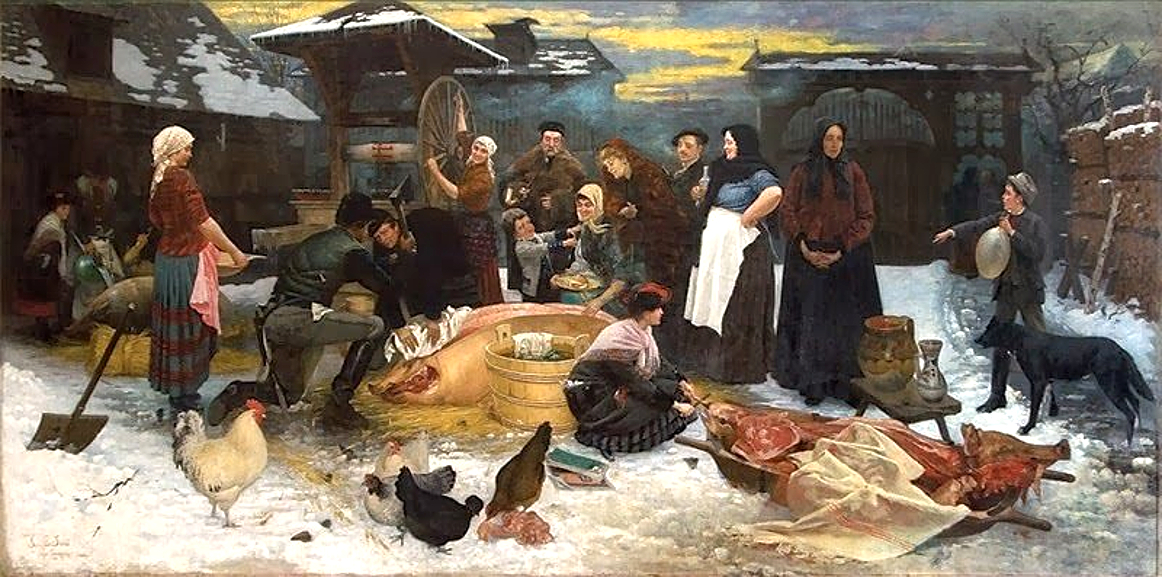
Gyárfás Jenő: A tél öröme (1883)

Hurka, kolbász, pecsenye, kántálók fizetése, vivát!
Disznótort általában télen tartottak, illetve fontosabb eseményekkor, mint lakodalom, falunap, újév. Pálpatakán és Fenyőkúton disznóöléskor a disznót nem forrázták meg kopasztásra, csak szalmával perzselték. A szalmát szentelt gyertyával gyújtották meg, hogy a disznókőccség ne romoljon meg. (Adatközlő Molnos Gergely 66 éves, Korond.)

## Irodalmi vonatkozások
…Mosolyogjon a sors

Szája ránk;

S pályánk áldásával

Öntse le,

Mint e kását a zsír

Özöne.

S életünk fölé ha

A halál

Romboló torát meg-

Ülni száll:

Egy gömböc legyen a

Magas ég,

És mi a gömböcben

Töltelék!

Székesfejérvár, 1842. november 18.
Bohumil Hrabal Sörgyári capriccio című regényének második fejezetében szerepel egy disznóvágás érzékletes leírása:
...Szitával kiszedtem a megfőtt disznóaprólékot, a lapockát, a félbevágott fejet, kifordítottam őket a deszkára, húsdarabot húsdarab után, Myclík úr kiszedte a csontokat, s amikor egy kicsit kihűlt a hús, ujjam közé fogtam egy darab fület meg egy darab fejhúst, kenyér helyett disznófület haraptam hozzá, Francin kijött a konyhába, soha nem evett, egy falatot se tudott lenyelni, hát csak állt a kályhánál, és üres kenyeret evett, kávét ivott hozzá; és nézett rám, és helyettem szégyellte magát, én meg jóízűen ettem, és ittam a sört a literes üvegből, Myclík úr mosolygott, és csak úgy udvariasságból vett egy darab húst, de aztán meggondolta magát, és a tejeskávé meg a márványkuglóf mellett döntött, aztán fogta a hintakést, feltűrte a ruhaujját, s a hatalmas mozdulatok kikezdték a húsdarabok alakját és funkcióját, s a hintázó kések félholdjaitól lassan töltelékké változott a hús, Myclík úr odatartotta tenyerét, beleszórtam a leforrázott fűszert, Myclík úr volt az egyetlen olyan böllér, akinek le kellett öntenem forró vízzel a fűszert, mert mint mondta, és én azt nagyon is tapintótagosan értettem, finomabb lesz azoknak az illatoknak az eloszlása, aztán hozzátette a beáztatott knédlit, és hatalmas tenyerével-ujjaival megint összedögönyözött és összekevert mindent, aztán mindkét kezéről lehúzta a tölteléket, beletúrt, megkóstolta, és szép volt e percben, mint egy költő, eksztázisban a mennyezetre nézett, és ezt ismételgette magában: bors, só, gyömbér, kakukkfű, knédli, fokhagyma, miután eldarálta ezt a kis böllérimát, beledugta az ujját a töltelékbe, és odanyújtotta, az ujjamra vettem, azt meg a számba, megkóstoltam, én is a mennyezetre néztem, sertéseksztázissal teli szememmel széttártam, és nyelvemen ízlelgettem ezt az egész illatlegyezőt, majd bólintottam, hogy mint gazdasszony jóváhagyom az ízlajstromot, és semmi akadálya, hogy elkezdődjék a májashurka-készítés. 

## Képek

### Disznó feldolgozása

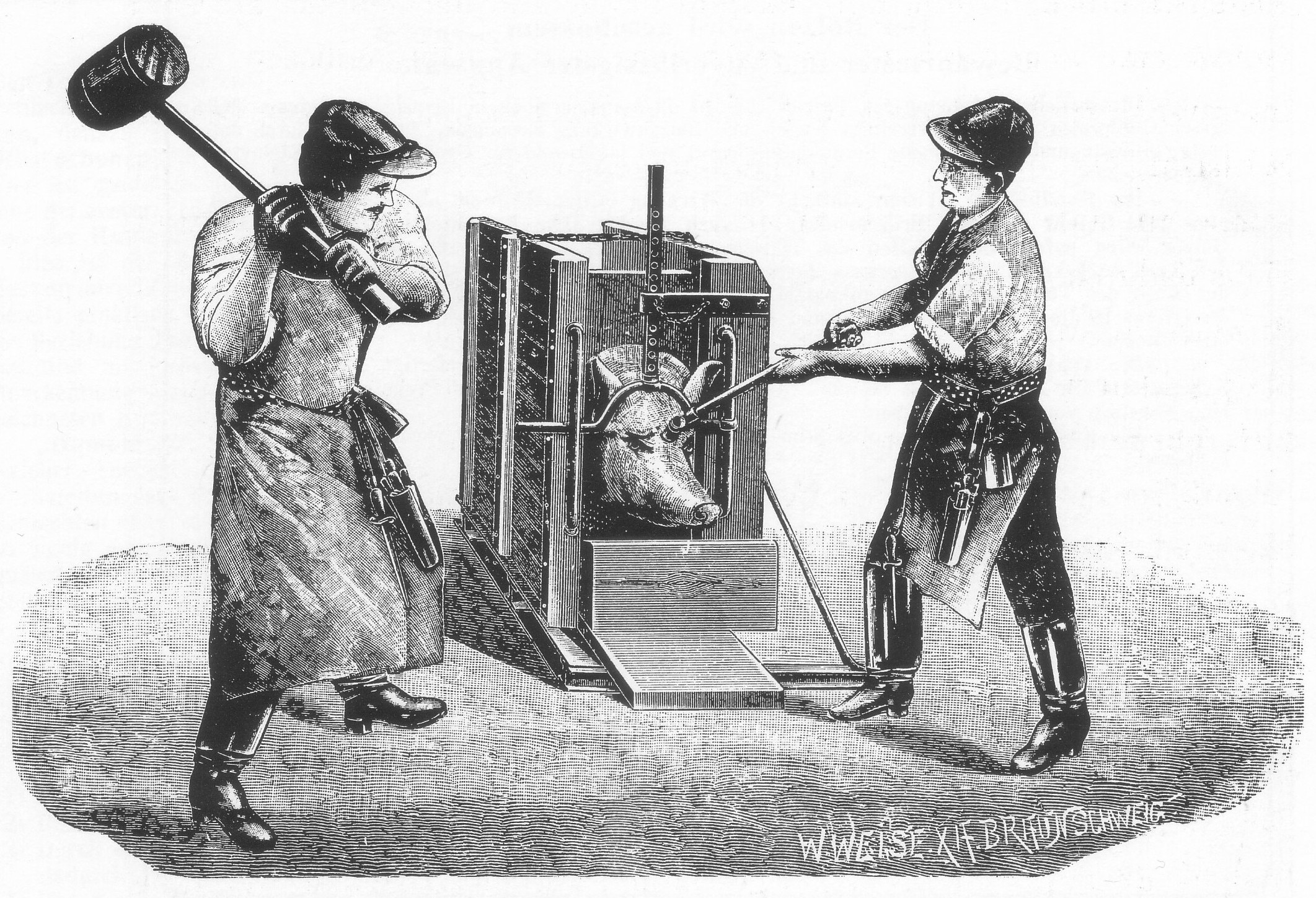
Disznó leölése a 19. században
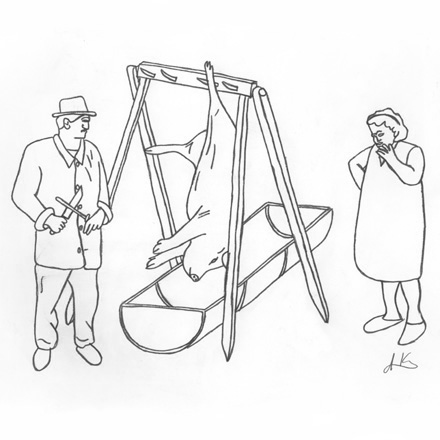
A „rémfa” három részből áll: két "A" alakra szétnyitható falábból, és a falábakat összekötő gerendákból
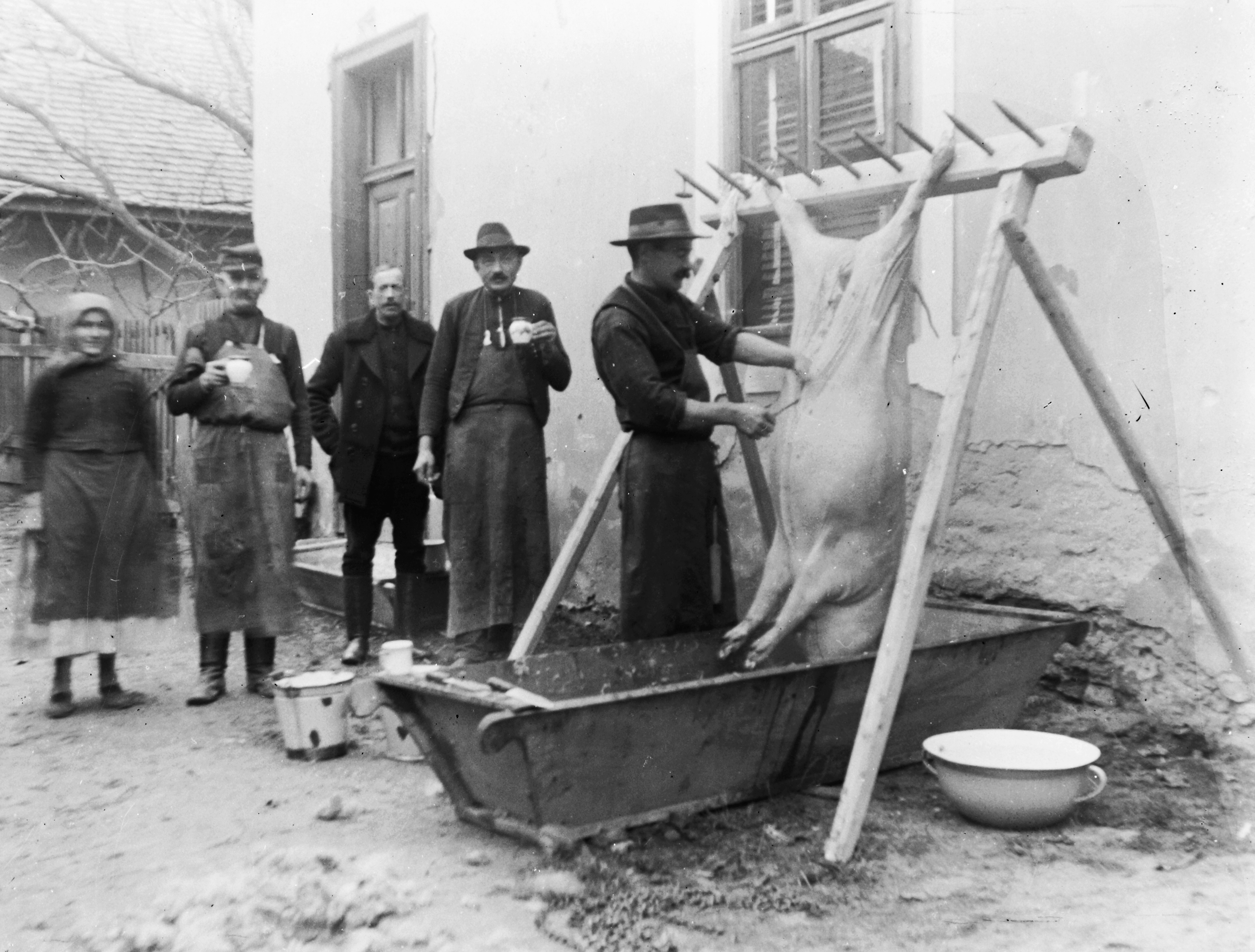
Solymári disznóvágás, 1925-ben
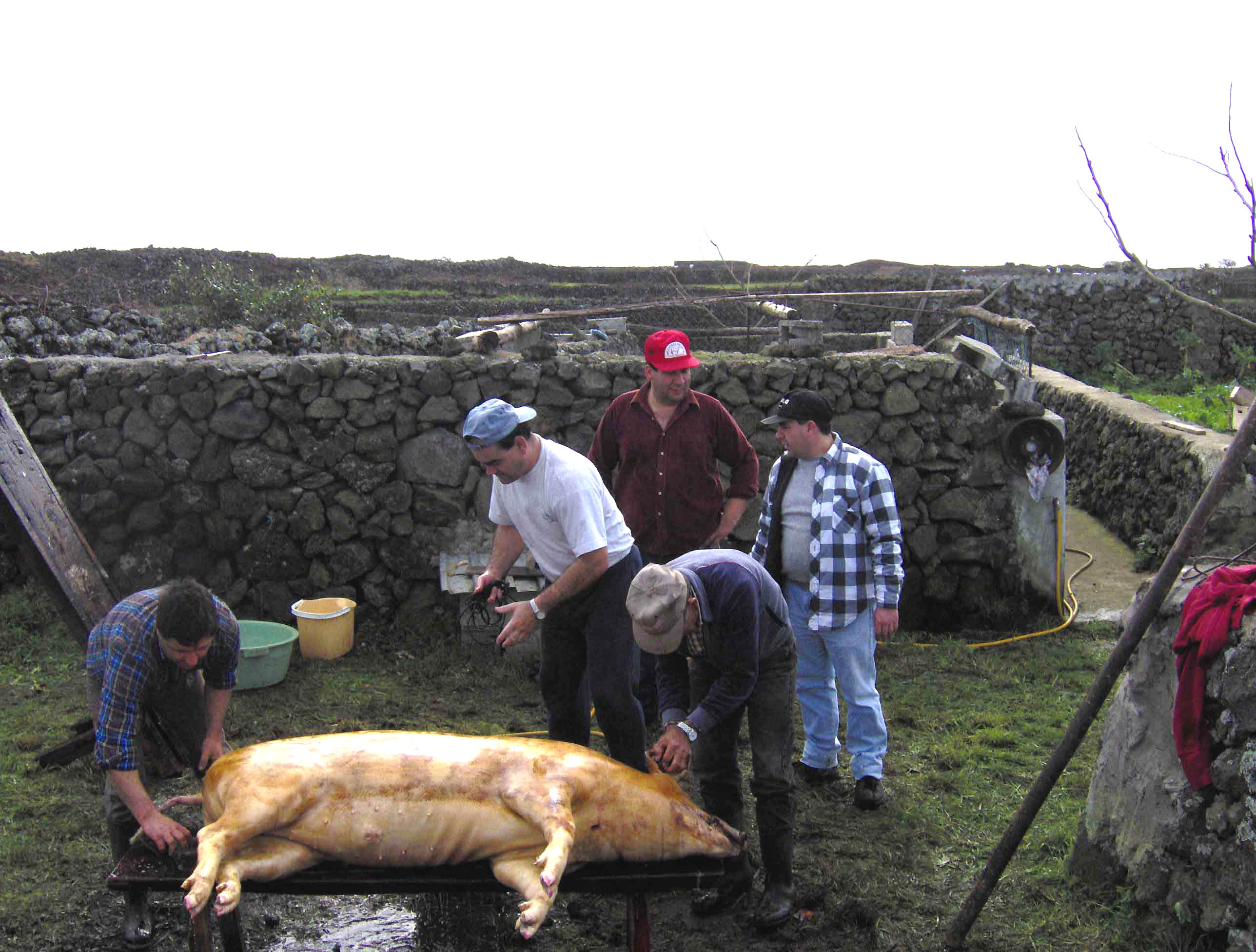
A disznó tisztítása, Açores, Portugália
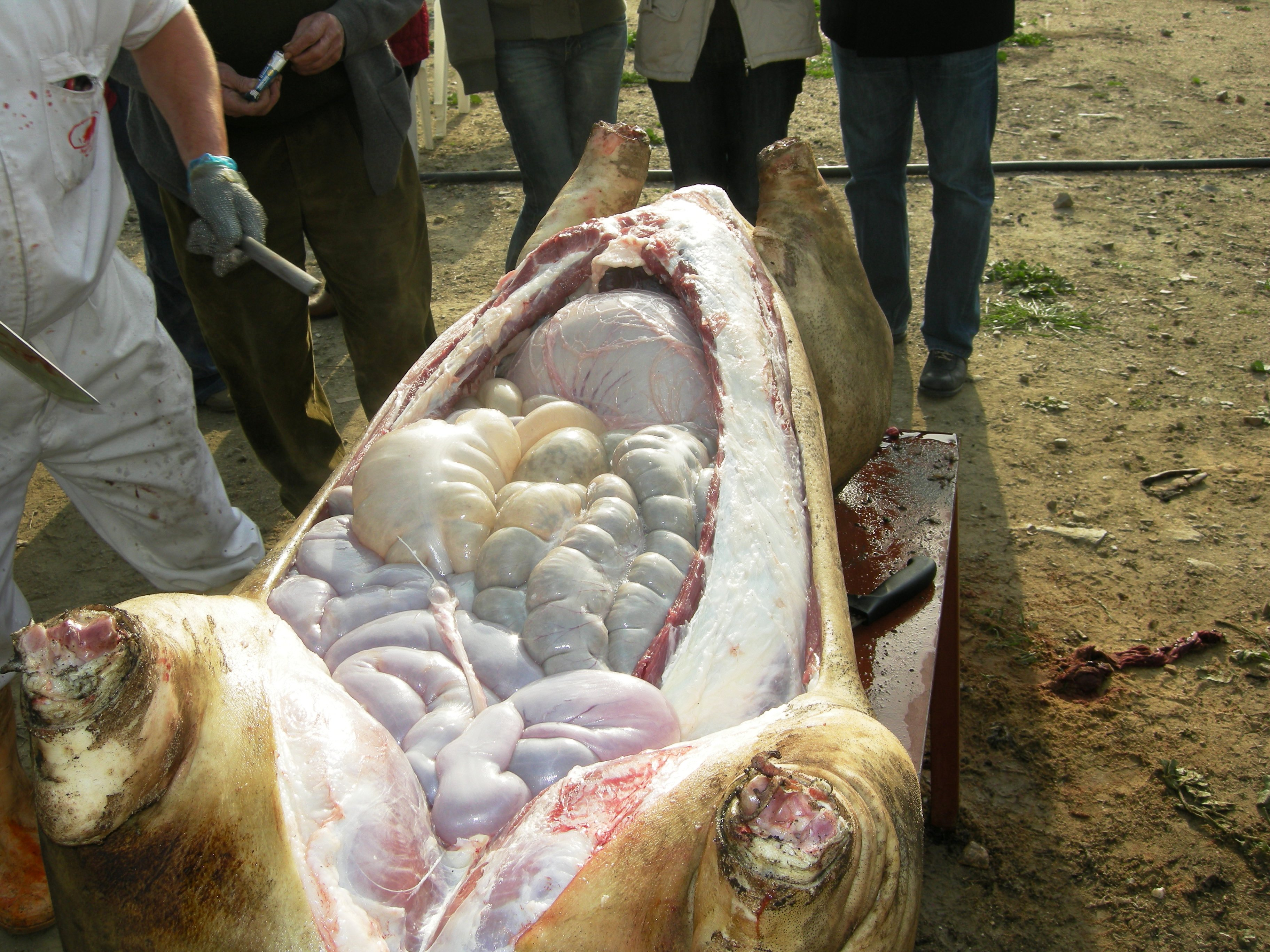
Az első művelet a bontás során a disznó hasának a felhasítása
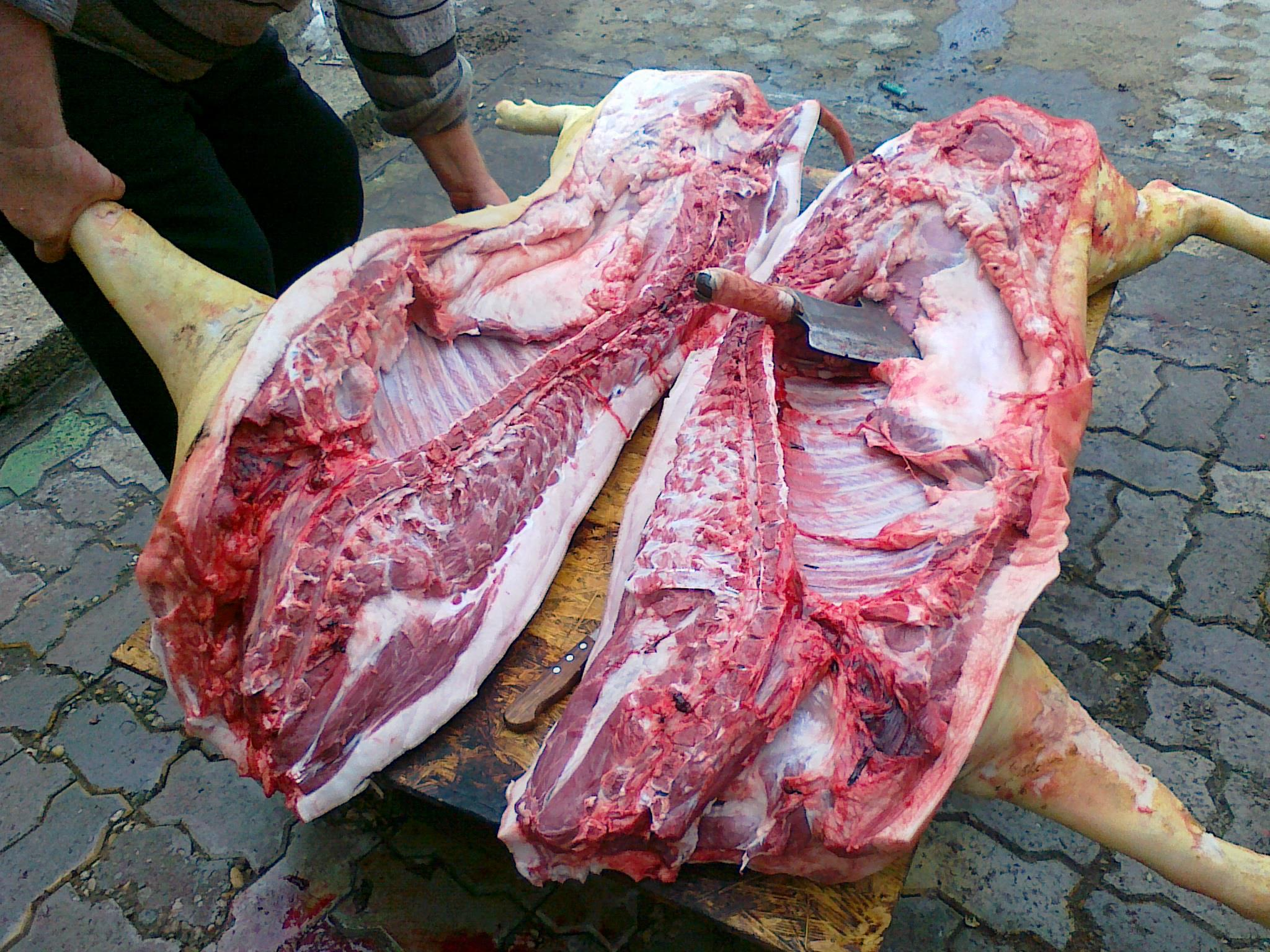
Kettéhasított disznó házi disznóvágáskor
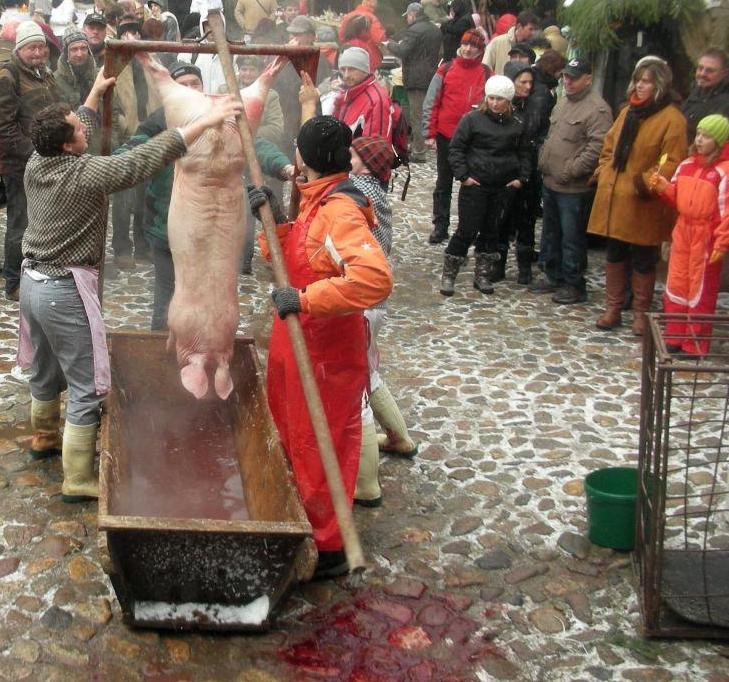
Disznótor, mint idegenforgalmi látványosság Csehországban.
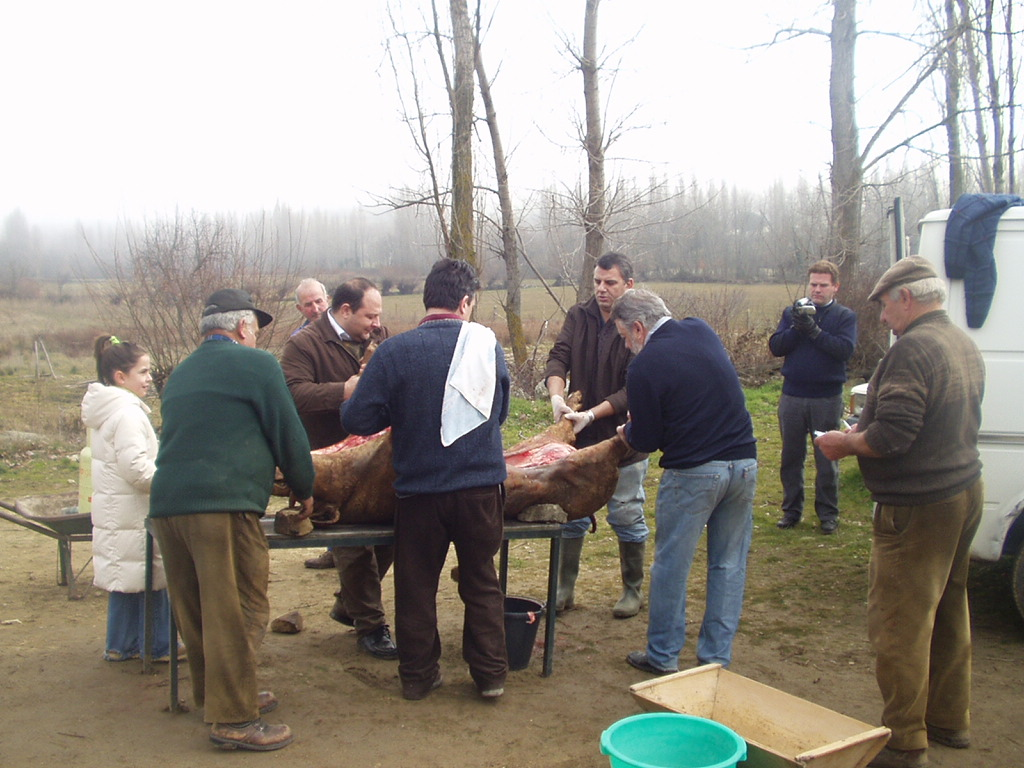
Sok európai nép körében közösségi élmény a disznótor. Villafranca de la Sierra, Spanyolország
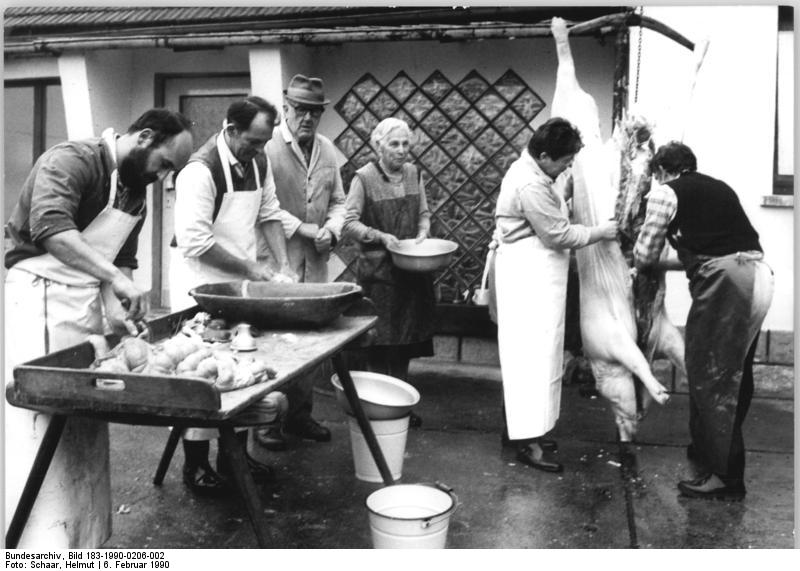
A megtisztított sertés bontása, Németország
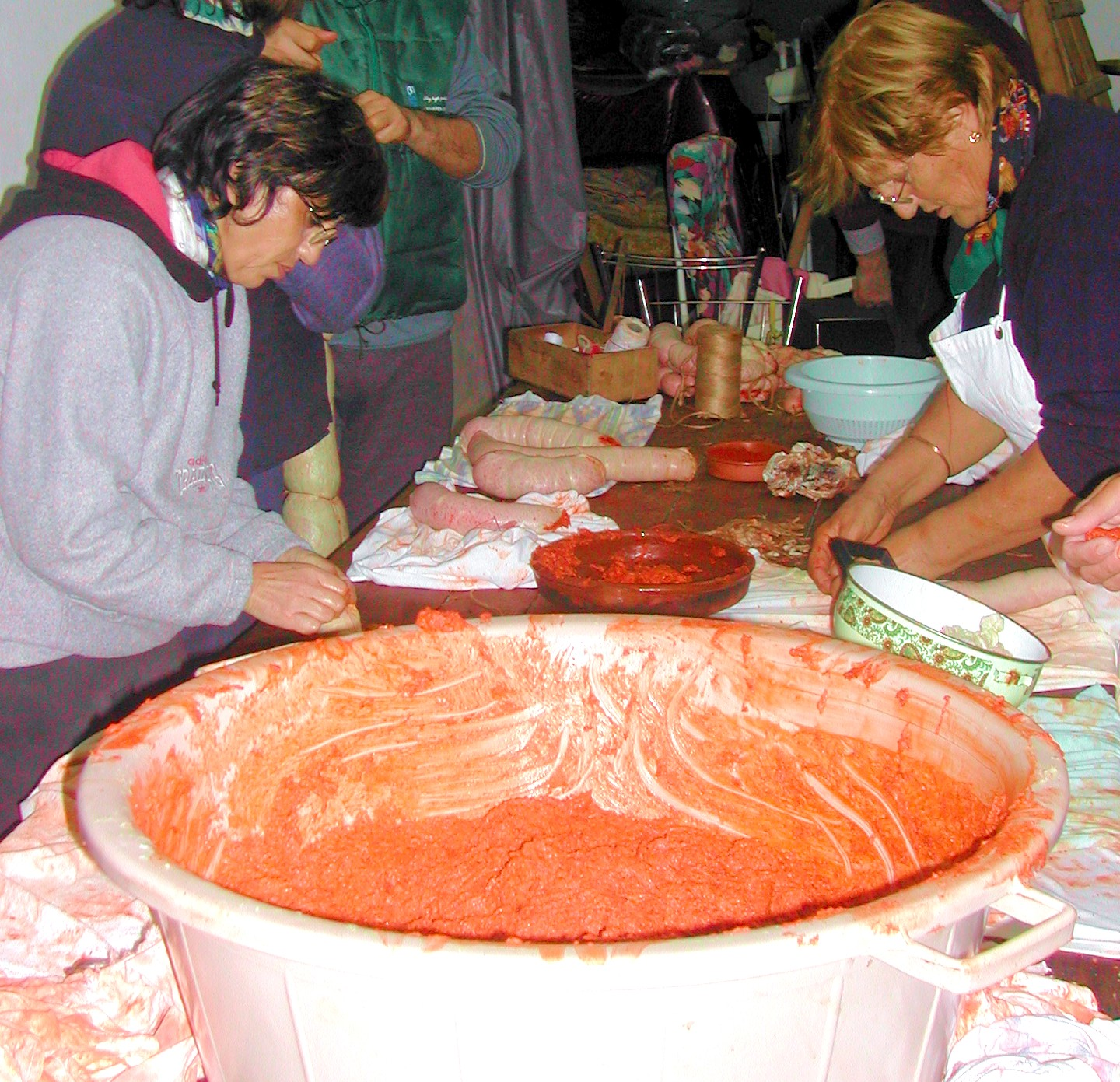
Kolbászkészítés, Son Ferriol, Portugália
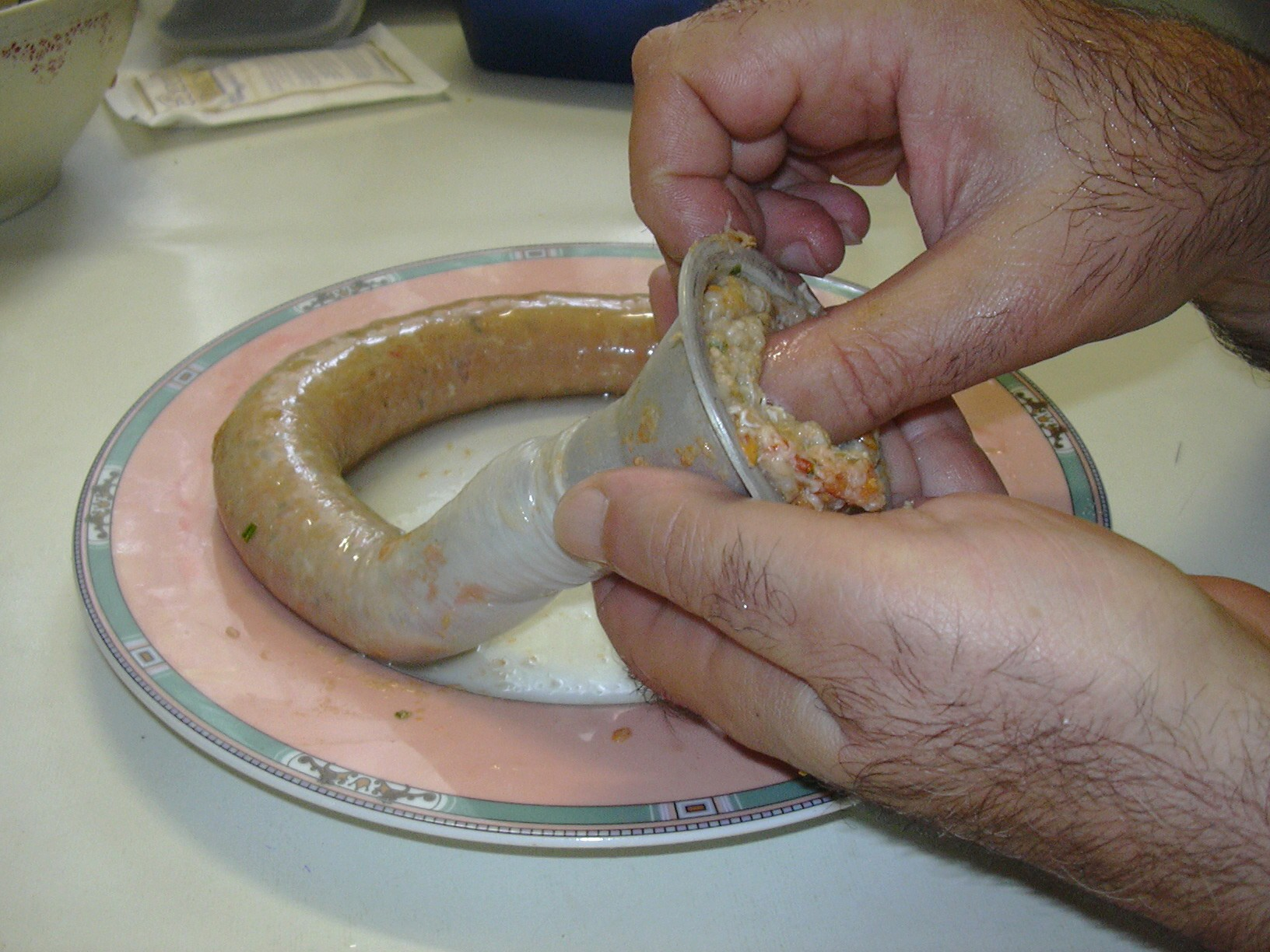
Kolbásztöltés kézzel
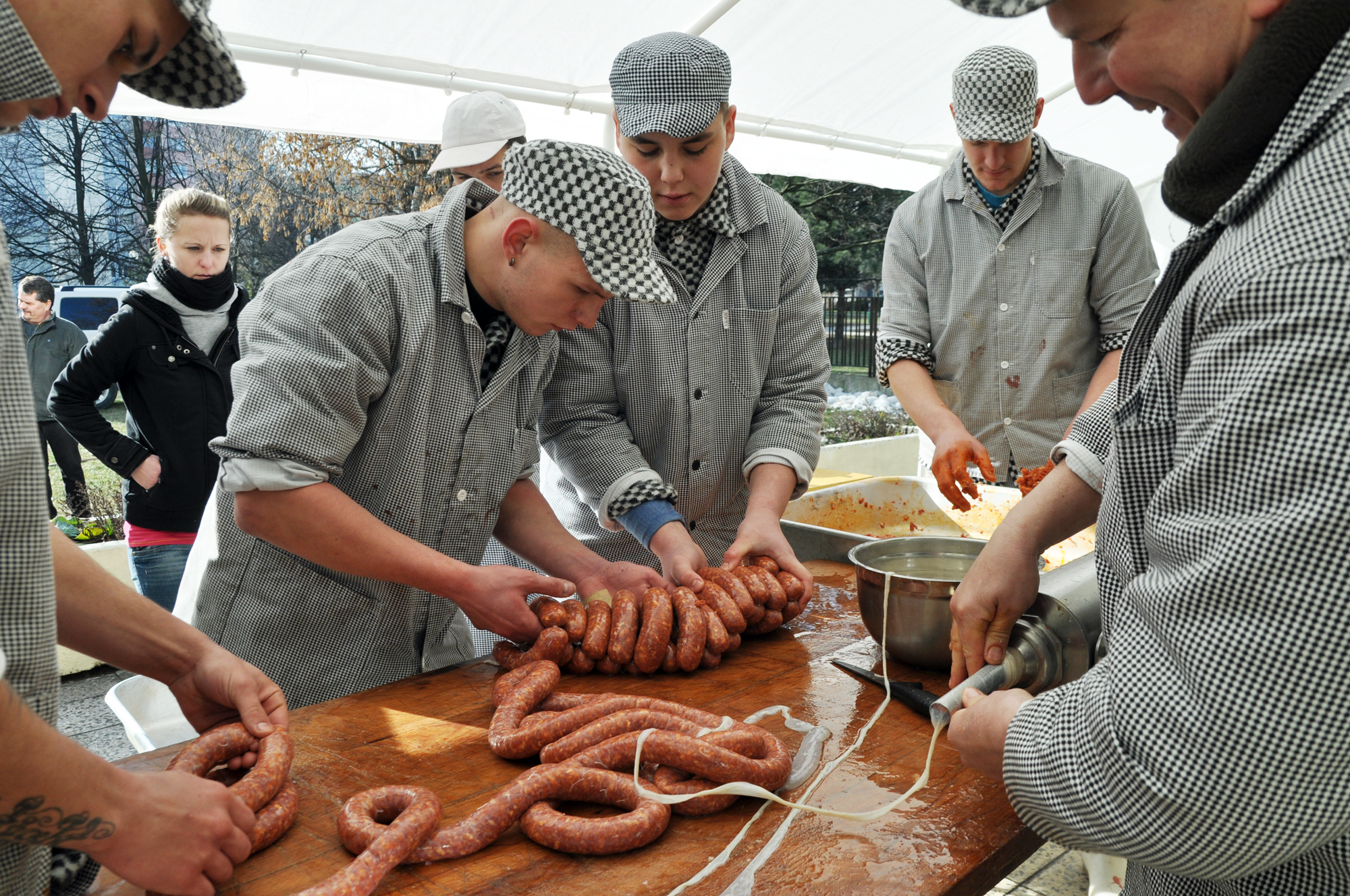
Kolbászkészítés kolbásztöltő készülékkel
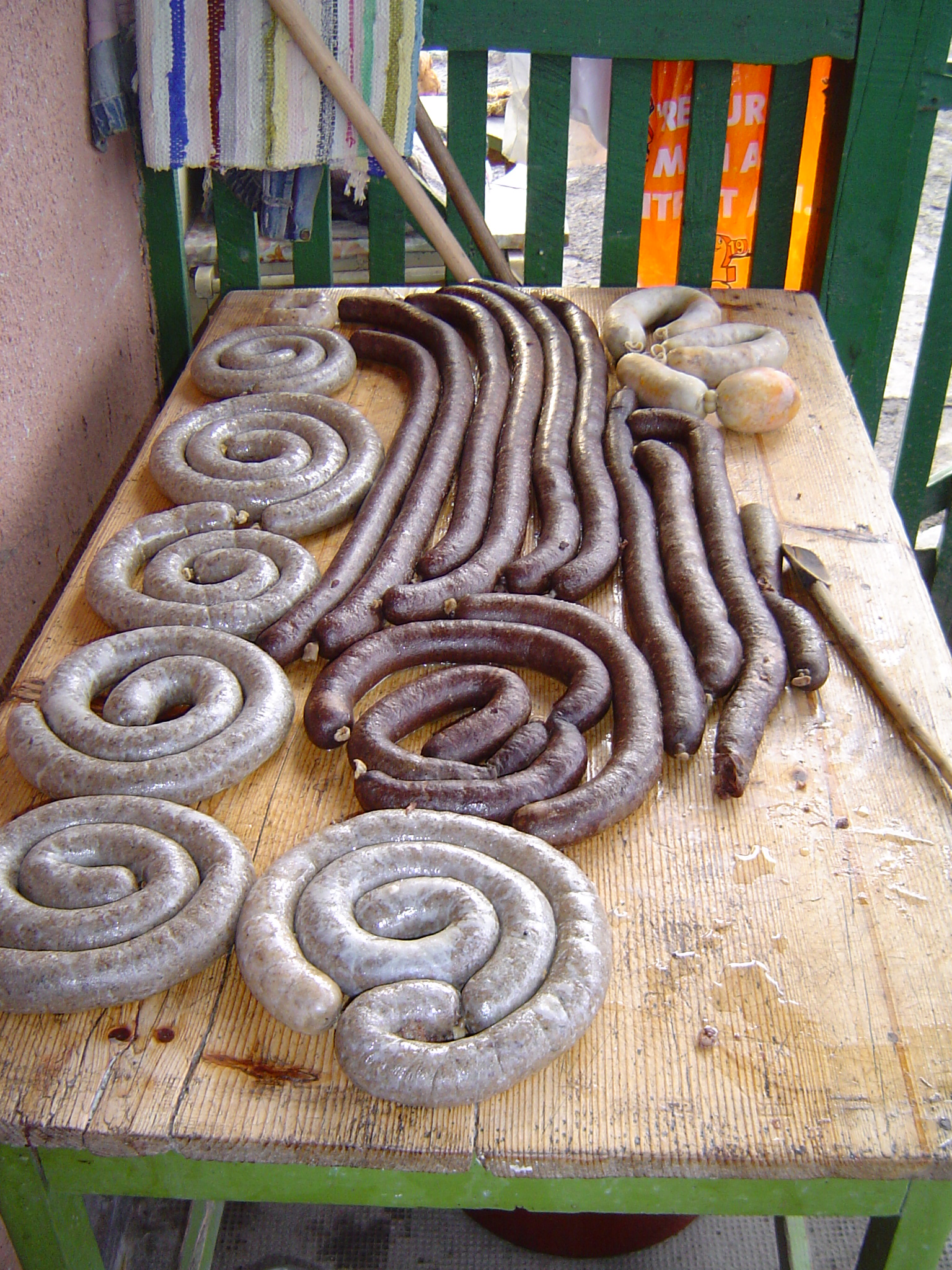
Az elkészült disznótoros hurkák még az abálás előtt
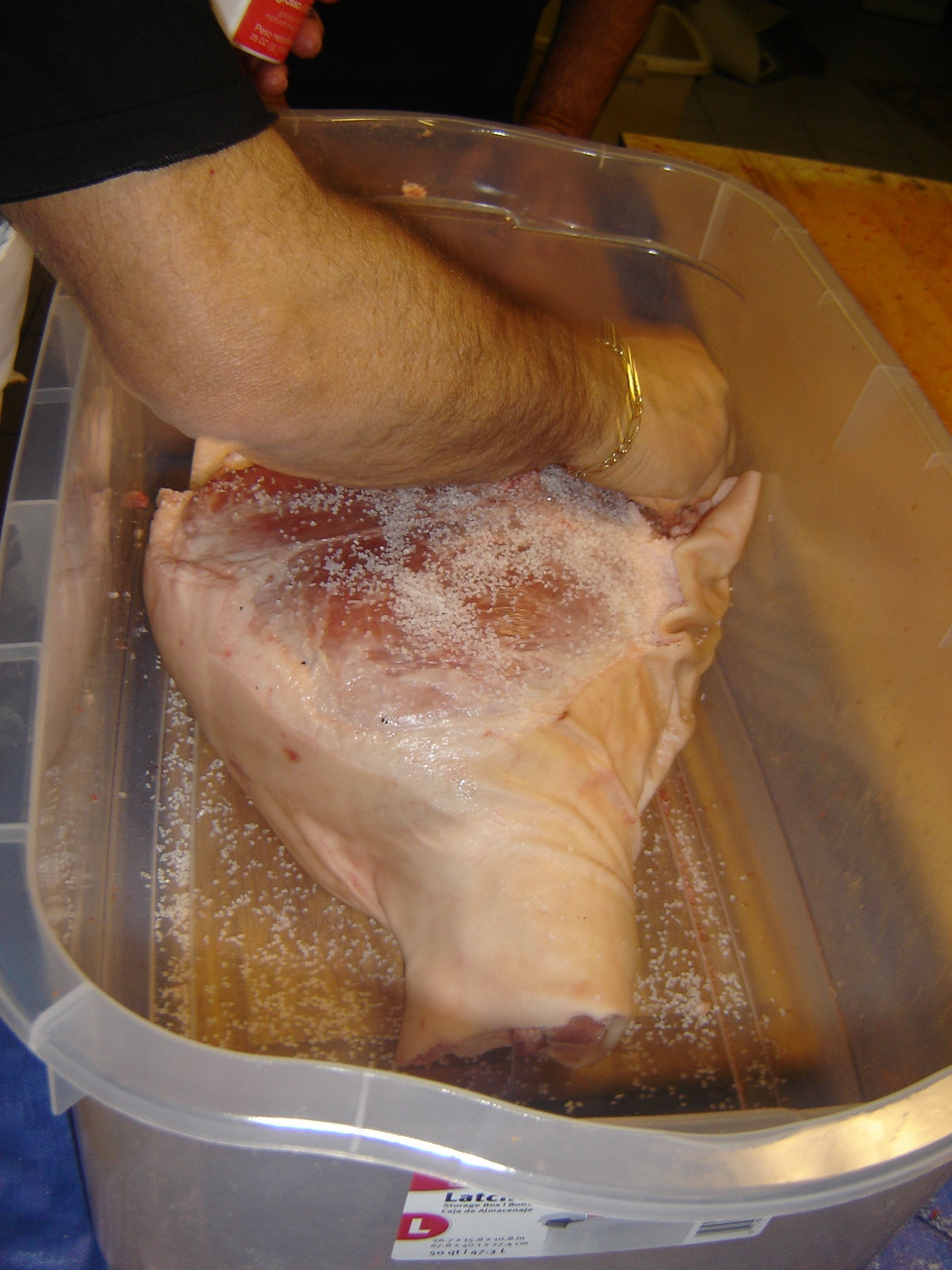
Sonka sózása

### Disznótoros ételek

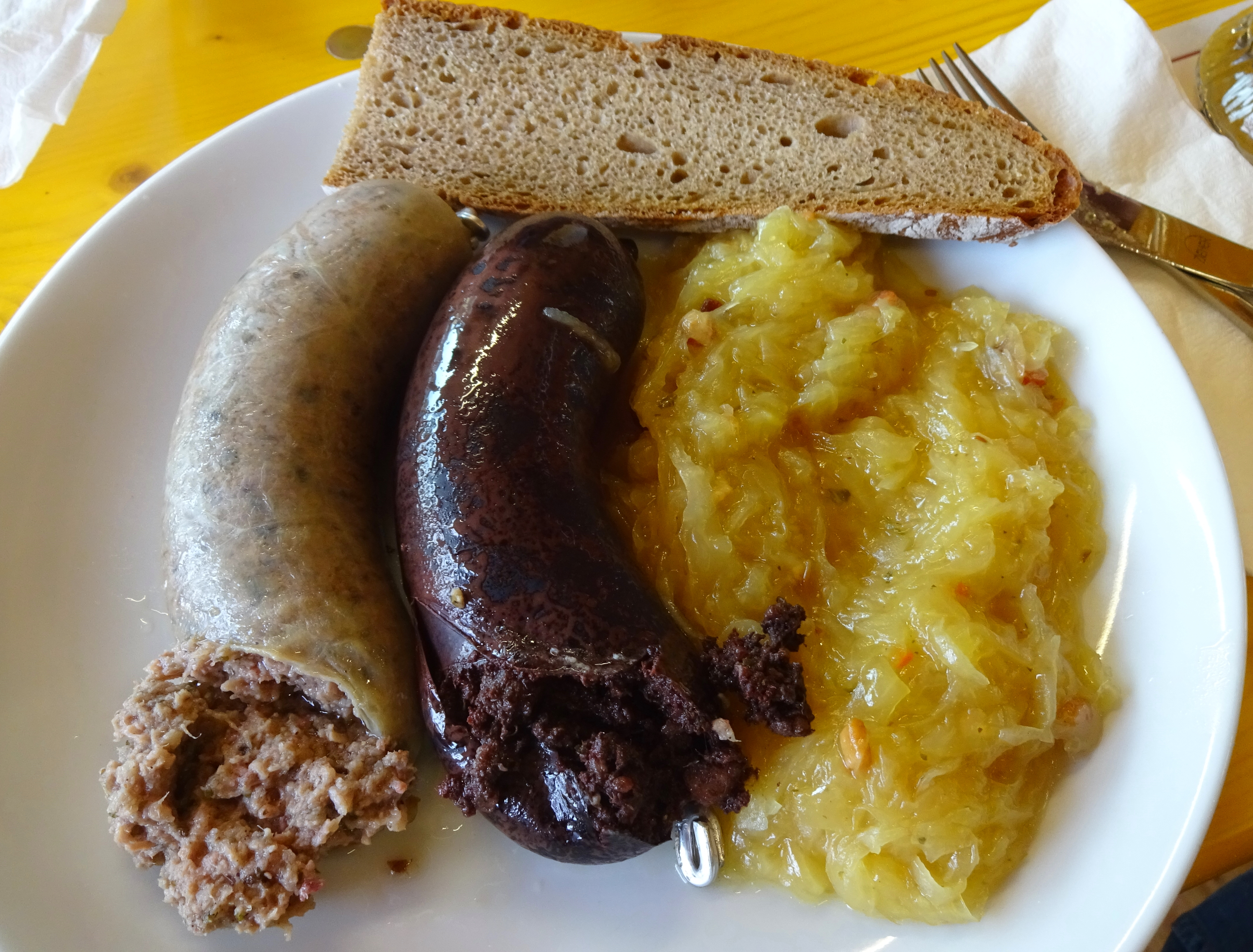
Disznótoros hurka
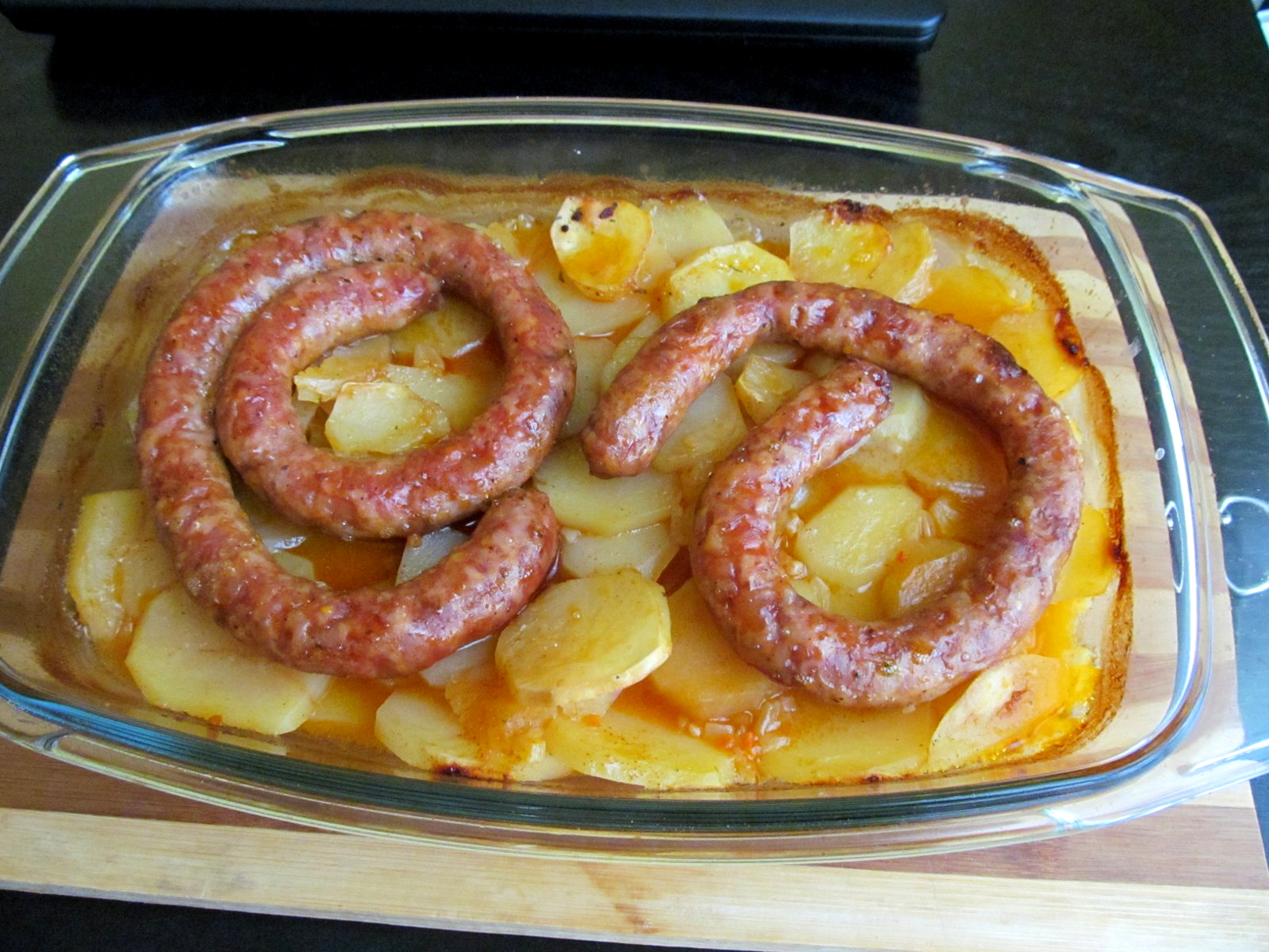
Sültkolbász fűszeres tepsis burgonya ágyon